# Wainai Sadayuki

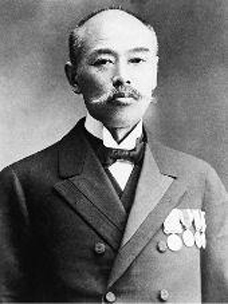
Wainai Sadayuki

Wainai Sadayuki (japanisch 和井内 貞行; geboren 29. März 1858 in Kemanai (Provinz Ugo); gestorben 16. Mai 1922) war ein japanischer Fischzüchter in der Meiji- und Taishō-Zeit.

## Leben und Wirken
Wainai Sadayuki wurde als ältester Sohn von Wanai Jiroemon (和井内 次郎右衛門) geboren, der ein Samurai des Morioka-Klan war. 1866, im Alter von 9 Jahren, trat er in die Nachhilfeschule von Izumizawa Kyosuke (泉澤 恭助), einem konfuzianischen Gelehrten des Klans, ein. 1874, im Alter von 17 Jahren, begann er als Lehrerassistent an der Kemanai-Schule –  heute Towada-Grundschule der Stadt Kazuno – zu arbeiten.
1878, als Wainai 21 Jahre alt war, heiratete er Katsu (カツ), die älteste Tochter von Kamta Kurakichi (鎌田 倉吉). 1881, im Alter von 24 Jahren, bekam er eine Stelle als Angestellter im Schlafsaalgebäude der Kosaka Mine (小坂鉱山) des Industrieministeriums. Im September 1884 wurde das Schlafsaalgebäude zusammen mit der Kosaka-Mine an „Fujita Gumi“ (藤田組I), jetzt „Dōwa Mining“ (同和鉱業) verkauft, Wainai wurde nun Angestellter dieses Unternehmens. In diesem Jahr beschloss der nun 27-Jährige, sich mit Aquakultur zu beschäftigen.
1884 wurden mit der Erlaubnis von Odashima Yūyoshi (小田島 由義), Leiter des Landkreises Kazuno, und Iioka Masanori (飯岡 政徳), Leiter der Towada-Mine, zum ersten Mal 600 Karpfen in den Towada-See ausgesetzt. Im Herbst 1889 sahen Leute in der Gegend einen großen Karpfen, der aus dem See in der Nähe von Utarube (宇樽部) sprang. Dadurch wurde  Wainais Leidenschaft für die Fischzucht noch stärker.
Im August 1890 reichte Wainai beim Gouverneur der Präfektur Aomori eine Petition ein, um gemeinsam mit Mitarbeitern der Towada-Mine Suzuki Tsūkan (鈴木 通貫), Miura Senpachi (三浦 泉八), Iioka Masanori (飯岡 政徳) und anderen Karpfen, Karausche, Saiblinge und andere Fische im Towada-See zu züchten. Im folgenden Jahr erhielt er von der Präfektur Aomori die Erlaubnis, das Seewasser zu nutzen, was 1893 von den Präfekturen Akita und Aomori bestätigt wurde. Doch gerade als Wainai die Fischereirechte erhalten hatte und eine Aquakultur in vollem Umfang zu starten begann, musste die Towada-Mine aufgrund schlechter Geschäfte geschlossen werden. Viele Arbeiter und ihre Familien verließen die Silberminen, so dass der Zweck, Lebensmittel für die Menschen zu beschaffen, zusammenbrach.
Im Juli 1897 verließ Wainai Im Alter von 40 Jahren die Fujita Gumi, konzentrierte sich ganz auf die Fischzucht und begann, Karpfen zu den Märkten in Kosaka und Kemanai zu liefern. Seine Karpfen hatten einen guten Ruf, und zwei große Exemplare wurden auf der 2. Fischereiausstellung in Kōbe ausgestellt. Er eröffnete in einer verlassenen Silbermine ein Gasthaus namens "Kankoro" und legte darin eine Fischzucht an. Außerdem veröffentlichte er in der Zeitung einen Artikel über die landschaftliche Schönheit des Towada-Sees und begann, für den See zu werben. Im Jahr 1900 erlebte er, nun 43 Jahre alt, mit seinem ältesten Sohn Sadatoki die Höhen und Tiefen des Geschäfts.
Wainai besuchte das Hauptquartier der Tōhoku-Fischereivereinigung in der Stadt Aomori und hörte zufällig von wiederkehrenden Forellen aus dem Shikotsu-See auf Hokkaidō. Diese Forelle hieß in der Ainu-Sprache „Kabacheppo“, er nannte sie „Himemasu“ (姫). Das „Aomori Fisheries Research Institute“ kaufte 200.000 Kabacheppo-Eier, von denen 50.000 Wainai anvertraut wurden. Im Mai 1901 ließ er, dem es gelungen war, die Eier auszubrüten, 30.000 Jungfische frei, die er  "Waiuchi-Forellen" nannte. Es würde jedoch drei Jahre dauern, bis die Forelle zum Aussetzungspunkt zurückkehrte, und die Tage der Not würden weitergehen. Die Finanzen der Familie Wainouchi waren schlecht. Im Herbst 1905 Jahres kehrte Kabacheppo in Scharen zurück. Dies war der Moment, in dem sein Aquakulturunternehmen nach 21 Jahren und viel investiertem Geld erfolgreich wurde.